# ÖHB-Cup 2017/18
Der ÖHB-Cup 2017/18 war die 31. Austragung des österreichischen Handballcupwettbewerbs der Herren. Alpla HC Hard gewann das Finale gegen SG INSIGNIS Handball Westwien.

## Hauptrunden

### 1. Runde
| Datum, Uhrzeit           | Heimmannschaft                                     | Ergebnis          | Gastmannschaft                        |
| ------------------------ | -------------------------------------------------- | ----------------- | ------------------------------------- |
| 22. Okt. 2017, 14:30 Uhr | WAT Atzgersdorf (RLO) 8 Dobias F.                  | 35 : 25 (16 : 12) | HC TECTUM Hohenems (LL) 8 Füssinger   |
| 22. Okt. 2016, 16:00 Uhr | Sparkasse Schwaz Handball Tirol 2 (LL) 6 Leitinger | 24 : 28 (13 : 17) | SK Keplinger-Traun (RLO) 7 Bockmüller |

### 2. Runde
| Datum, Uhrzeit           | Heimmannschaft                                  | Ergebnis          | Gastmannschaft                                        |
| ------------------------ | ----------------------------------------------- | ----------------- | ----------------------------------------------------- |
| 27. Okt. 2017, 19:30 Uhr | UHC Erste Bank Hollabrunn (2L) 7 Markovic       | 30 : 29 (18 : 15) | HSG Graz (1L) 6 Ivanjko                               |
| 28. Okt. 2017, 19:00 Uhr | Union Sparkasse Korneuburg (2L) 13 Weinhappl    | 34 : 33 (16 : 16) | ATV Trofaiach (2L) 12 Maretic                         |
| 7. Nov. 2017, 18:20 Uhr  | UHC Graz (LL) 7 Monschein                       | 20 : 25 (9 : 12)  | HSG Remus Bärnbach/Köflach (2L) 5 Gasperov            |
| 11. Nov. 2017, 17:30 Uhr | SK Keplinger-Traun (LL) 8 Holzinger, Bockmüller | 27 : 30 (12 : 17) | Sportunion Die Falken St.Pölten (2L) 11 Pfaffinger    |
| 11. Nov. 2017, 19:00 Uhr | WAT Atzgersdorf (RLO) 11 Dobias                 | 31 : 23 (19 : 12) | Schlafraum.at Kärnten (2L) 5 Praznik, Hartman, Tomsic |
| 11. Nov. 2017, 19:30 Uhr | medalp Handball Tirol (2L) 7 Demmerer           | 30 : 33 (16 : 18) | HBA FIVERS WAT Margareten (2L) 9 Haunold              |
| 12. Nov. 2017, 18:00 Uhr | Union Handball Club Tulln (LL) 10 Gasperov P.   | 32 : 29 (16 : 12) | JURI Union Leoben (2L) 7 Djukic                       |
| 12. Nov. 2017, 20:15 Uhr | Vöslauer HC (2L) 6 Schuster                     | 23 : 28 (14 : 11) | HC Bruck (1L) 6 Mavric                                |

### Achtelfinale
| Datum, Uhrzeit           | Heimmannschaft                                      | Ergebnis          | Gastmannschaft                               |
| ------------------------ | --------------------------------------------------- | ----------------- | -------------------------------------------- |
| 22. Okt. 2017, 19:30 Uhr | UHC Erste Bank Hollabrunn (2L) 7 Auß                | 24 : 32 (11 : 13) | SG INSIGNIS Handball WESTWIEN (1L) 9 Frimmel |
| 3. Dez. 2017, 16:00 Uhr  | Sportunion Die Falken St.Pölten (2L) 5 Schildhammer | 17 : 30 (9 : 17)  | Alpla HC Hard (1L) 5 Zeiner                  |
| 13. Jan. 2018, 19:00 Uhr | Union Sparkasse Korneuburg (2L) 5 Weinhappl         | 26 : 29 (11 : 15) | SC kelag Ferlach (2L) 10 Mujanovic           |
| 2. Feb. 2018, 19:00 Uhr  | Sparkasse Schwaz Handball Tirol (1L) 7 Wanitschek   | 29 : 32 (11 : 15) | HC FIVERS WAT Margareten (1L) 7 Brandfellner |
| 2. Feb. 2018, 19:30 Uhr  | WAT Atzgersdorf (RLO) 7 Dobias                      | 22 : 21 (9 : 11)  | Bregenz Handball (1L) 10 Kikanović           |
| 3. Feb. 2018, 18:00 Uhr  | HC Bruck (1L) 8 Breg                                | 26 : 33 (10 : 16) | HC LINZ AG (1L) 13 Predragović               |
| 3. Feb. 2018, 19:00 Uhr  | HSG Remus Bärnbach/Köflach (2L) 6 Bonic             | 22 : 35 (13 : 17) | Moser Medical UHK Krems (1L) 8 Posch, Mitkov |
| 4. Feb. 2018, 17:00 Uhr  | Union Handball Club Tulln (LL) 5 Wolffhardt, Manica | 28 : 33 (13 : 15) | HBA FIVERS WAT Margareten (2L) 8 Haunold     |

### Viertelfinale
| Datum, Uhrzeit           | Heimmannschaft                                | Ergebnis          | Gastmannschaft                                                                                      |
| ------------------------ | --------------------------------------------- | ----------------- | --------------------------------------------------------------------------------------------------- |
| 10. Feb. 2018, 16:00 Uhr | HC FIVERS WAT Margareten (1L) 6 I. Martinovic | 35 : 23 (17 : 11) | HC Linz AG (1L) 5 Ascherbauer                                                                       |
| 13. Feb. 2018, 18:00 Uhr | Alpla HC Hard (1L) 7 Knauth                   | 34 : 29 (19 : 13) | Moser Medical UHK Krems (1L) 6 Posch                                                                |
| 13. Feb. 2018, 19:30 Uhr | SC kelag Ferlach (1L) 7 Pomorisac             | 23 : 24 (11 : 12) | SG INSIGNIS Handball WESTWIEN (1L) 3 Seitz, Ragnarsson, Frimmel, Schiffleitner, Jelinek, Pratschner |
| 13. Feb. 2018, 20:00 Uhr | WAT Atzgersdorf (RLO) 4 Schiffleitner         | 19 : 26 (8 : 10)  | HBA FIVERS WAT Margareten (2L) 6 Haunold, Glätzl, Polszter                                          |

## Finalrunden
Die Endrunde, das Final Four, fand in der Sporthalle Margareten am 30. und 31. März 2018 statt.

### Halbfinale
Die Spiele der Halbfinals fanden am 30. März 2018 statt. Der Gewinner jeder Partie zog in das Finale des ÖHB-Cups 2017/18 ein.
| Handballclub Fivers Margareten | Handballclub Fivers Margareten | Handballclub Fivers Margareten | Handballclub Fivers Margareten | Handballclub Fivers Margareten | 28 (14, 25) | - | 29 (12, 25) | SG INSIGNIS Handball Westwien | SG INSIGNIS Handball Westwien | SG INSIGNIS Handball Westwien | SG INSIGNIS Handball Westwien | SG INSIGNIS Handball Westwien |
| ------------------------------ | ------------------------------ | ------------------------------ | ------------------------------ | ------------------------------ | ----------- | - | ----------- | ----------------------------- | ----------------------------- | ----------------------------- | ----------------------------- | ----------------------------- |
| Rückennummer                   | Spieler                        | Gelbe Karte                    |                                | Rote Karte                     | Tore        |   | Tore        | Gelbe Karte                   |                               | Rote Karte                    | Spieler                       | Rückennummer                  |
| 5                              | Ivan Martinović                |                                | 2                              |                                | 4           |   | 0           |                               |                               |                               | Sandro Uvodić                 | 1                             |
| 15                             | Mathias Nikolic                |                                |                                |                                | 3           |   | 0           |                               | 1                             |                               | Philipp Seitz                 | 2                             |
| 25                             | Nikola Stevanovic              |                                |                                |                                | 1           |   | 0           |                               |                               |                               | Matthias Führer               | 7                             |
| 35                             | Leander Brenneis               |                                |                                |                                | 0           |   | 3           |                               |                               |                               | Ólafur Bjarki Ragnarsson      | 13                            |
| 45                             | Lukas Hutecek                  |                                | 1                              |                                | 2           |   | 0           |                               |                               |                               | Florian Kaiper                | 16                            |
| 50                             | Vincent Schweiger              | 1                              | 1                              |                                | 4           |   | 0           |                               |                               |                               | Christoph Meleschnig          | 18                            |
| 51                             | Wolfgang Filzwieser            |                                |                                |                                | 0           |   | 6           |                               |                               |                               | Sebastian Frimmel             | 20                            |
| 52                             | Boris Tanic                    |                                |                                |                                | 0           |   | 3           |                               | 1                             |                               | Gábor Hajdú                   | 21                            |
| 53                             | Henry Stummer                  |                                |                                |                                | 1           |   | 5           |                               |                               |                               | Julian Schiffleitner          | 22                            |
| 54                             | Vytautas Žiūra                 | 1                              | 1                              |                                | 7           |   | 4           |                               | 2                             |                               | Mladan Jovanovic              | 24                            |
| 55                             | Marin Martinovic               |                                |                                |                                | 0           |   | 4           | 1                             | 2                             |                               | Wilhelm Jelinek               | 28                            |
| 57                             | Herbert Jonas                  |                                |                                |                                | 1           |   | 1           |                               | 2                             |                               | Julian Pratschner             | 29                            |
| 59                             | Markus Kolar                   |                                | 1                              |                                | 2           |   | 1           |                               |                               |                               | Moritz Mittendorfer           | 22                            |
| 65                             | Nikola Aljetic                 |                                | 1                              |                                | 0           |   | 0           |                               |                               |                               | Alexander Zenker              | 42                            |
| 75                             | Max Riede                      |                                |                                |                                | 3           |   | 0           |                               |                               |                               | Julian Ranftl                 | 44                            |
| 95                             | Thomas Seidl                   |                                |                                |                                | 0           |   | 2           | 1                             | 1                             |                               | Viggo Kristjansson            | 73                            |
| Trainer                        | Peter Eckl                     |                                |                                |                                |             |   |             |                               |                               |                               | Hannes Jón Jónsson            | Trainer                       |

| Alpla HC Hard | Alpla HC Hard    | Alpla HC Hard | Alpla HC Hard | Alpla HC Hard | 27 (12) | - | 22 (12) | HBA FIVERS WAT Margareten | HBA FIVERS WAT Margareten | HBA FIVERS WAT Margareten | HBA FIVERS WAT Margareten | HBA FIVERS WAT Margareten |
| ------------- | ---------------- | ------------- | ------------- | ------------- | ------- | - | ------- | ------------------------- | ------------------------- | ------------------------- | ------------------------- | ------------------------- |
| Rückennummer  | Spieler          | Gelbe Karte   |               | Rote Karte    | Tore    |   | Tore    | Gelbe Karte               |                           | Rote Karte                | Spieler                   | Rückennummer              |
| 1             | Thomas Hurich    |               |               |               | 0       |   | 1       |                           |                           |                           | Luis Stummer              | 15                        |
| 5             | Manuel Maier     |               |               |               | 1       |   | 0       |                           |                           |                           | Luca Wallishauser         | 25                        |
| 6             | Dominik Schmid   |               |               |               | 0       |   | 2       |                           | 1                         |                           | Lukas Gangel              | 35                        |
| 7             | Luca Raschle     |               |               |               | 5       |   | 0       |                           | 1                         |                           | Mathias Riegler           | 45                        |
| 10            | Frederic Wüstner |               |               | 1             | 0       |   | 0       |                           |                           |                           | Yannik Pelzl              | 51                        |
| 11            | Niklas Schiller  |               |               |               | 0       |   | 1       | 1                         |                           |                           | Maximillian Nicolussi     | 53                        |
| 13            | Marko Tanasković | 1             |               |               | 4       |   | 7       |                           |                           |                           | Marc-Andre Haunold        | 54                        |
| 16            | Michael Pouget   |               |               |               | 0       |   | 2       |                           |                           |                           | Marin Kopic               | 55                        |
| 21            | Michael Knauth   |               |               |               | 2       |   | 0       |                           |                           |                           | Florian Haag              | 56                        |
| 24            | Daniel Dicker    |               |               |               | 3       |   | 0       |                           |                           |                           | Jakob Schrattenecker      | 57                        |
| 26            | Lukas Herburger  |               | 2             |               | 1       |   | 2       |                           | 1                         |                           | Johann Schrattenecker     | 58                        |
| 27            | Thomas Weber     |               |               |               | 2       |   | 2       |                           |                           |                           | Eric Damböck              | 59                        |
| 28            | Gerald Zeiner    |               |               |               | 6       |   | 1       | 1                         |                           |                           | Igor Vuckovic             | 65                        |
| 32            | Golub Doknić     |               |               |               | 0       |   | 1       |                           |                           |                           | Marijan Rojnica           | 75                        |
| 35            | Domagoj Surać    | 1             | 1             |               | 2       |   | 0       | 1                         |                           |                           | Clemens Polszter          | 85                        |
| 37            | Ivan Horvat      | 1             |               |               | 1       |   | 3       |                           |                           |                           | Valentin Buchner          | 95                        |
| Trainer       | Petr Hrachovec   | 1             |               |               |         |   |         |                           |                           |                           | Sandra Zapletal           | Trainer                   |

### Finale
Das Finale fand am 31. März 2018 statt. Der Gewinner der Partie ist Sieger des ÖHB-Cups 2017/18.
| SG INSIGNIS Handball Westwien | SG INSIGNIS Handball Westwien | SG INSIGNIS Handball Westwien | SG INSIGNIS Handball Westwien | SG INSIGNIS Handball Westwien | 30 (13, 26) | - | 31 (13, 26) | Alpla HC Hard | Alpla HC Hard | Alpla HC Hard | Alpla HC Hard    | Alpla HC Hard |
| ----------------------------- | ----------------------------- | ----------------------------- | ----------------------------- | ----------------------------- | ----------- | - | ----------- | ------------- | ------------- | ------------- | ---------------- | ------------- |
| Rückennummer                  | Spieler                       | Gelbe Karte                   |                               | Rote Karte                    | Tore        |   | Tore        | Gelbe Karte   |               | Rote Karte    | Spieler          | Rückennummer  |
| 1                             | Sandro Uvodić                 |                               |                               |                               | 0           |   | 0           |               |               |               | Thomas Hurich    | 1             |
| 2                             | Philipp Seitz                 |                               |                               |                               | 0           |   | 0           |               |               |               | Manuel Maier     | 5             |
| 7                             | Matthias Führer               |                               | 1                             |                               | 3           |   | 4           |               | 2             | 1             | Dominik Schmid   | 6             |
| 13                            | Ólafur Bjarki Ragnarsson      |                               |                               |                               | 13          |   | 4           |               |               |               | Luca Raschle     | 7             |
| 16                            | Florian Kaiper                |                               |                               |                               | 0           |   | 0           |               |               |               | Frederic Wüstner | 10            |
| 18                            | Christoph Meleschnig          |                               |                               |                               | 0           |   | 0           |               |               |               | Niklas Schiller  | 11            |
| 20                            | Sebastian Frimmel             |                               |                               |                               | 5           |   | 4           |               |               |               | Marko Tanasković | 13            |
| 21                            | Gábor Hajdú                   |                               | 1                             |                               | 0           |   | 0           |               |               |               | Michael Pouget   | 16            |
| 22                            | Julian Schiffleitner          |                               | 1                             |                               | 0           |   | 2           |               |               |               | Michael Knauth   | 21            |
| 24                            | Mladan Jovanovic              |                               |                               |                               | 0           |   | 1           |               | 1             |               | Daniel Dicker    | 24            |
| 28                            | Wilhelm Jelinek               | 1                             | 1                             |                               | 2           |   | 5           |               | 1             |               | Lukas Herburger  | 26            |
| 29                            | Julian Pratschner             |                               |                               |                               | 0           |   | 1           |               | 2             |               | Thomas Weber     | 27            |
| 33                            | Moritz Mittendorfer           |                               |                               |                               | 0           |   | 7           |               |               |               | Gerald Zeiner    | 28            |
| 42                            | Alexander Zenker              |                               |                               |                               | 0           |   | 0           |               | 1             | 1             | Golub Doknić     | 32            |
| 44                            | Julian Ranftl                 |                               |                               |                               | 0           |   | 4           | 1             | 3             |               | Domagoj Surać    | 35            |
| 73                            | Viggo Kristjansson            | 1                             | 3                             | 1                             | 7           |   | 0           |               |               |               | Ivan Horvat      | 37            |
| Trainer                       | Hannes Jón Jónsson            |                               |                               |                               |             |   |             |               |               | 1             | Petr Hrachovec   | Trainer       |